# Darnsee
Der Darnsee ist ein stehendes Gewässer nordöstlich von Bramsche im Landkreis Osnabrück in Niedersachsen.

## Allgemeines
Der Darnsee ist durch einen Erdfall entstanden. Unterirdische Salzlager lösten sich durch Grundwasser auf und die Oberfläche brach ein. Der See ist etwa 400 m lang und 200 m breit. An seinem Ostufer befindet sich ein Naturfreibad.

## Naturschutzgebiet
1932 wurde der See mit seiner unmittelbaren Umgebung als Naturschutzgebiet ausgewiesen. Es hat eine Größe von etwa 11 ha und trägt das statistische Kennzeichen „NSG WE 3“. Das Gebiet ist deckungsgleich mit dem FFH-Gebiet 318.

## Landschaftsbild
Das NSG wird von Eichen-Birkenwäldern und Kiefernforsten eingerahmt. In Ufernähe dehnen sich größere Erlen- und Birkenbruchwälder aus, während sich weiter seewärts ausgedehnte Röhrichtzonen anschließen, die sich vor allem aus Schilf (Phragmites australis), Teichbinse (Schoenoplectus lacustris) und Rohrkolben zusammensetzen.

## Tiere und Pflanzen
Zu den floristischen Besonderheiten des Gebietes gehören, bzw. gehörten: Sumpffarn (Thelypteris palustris), Igelschlauch (Baldellia ranunculoides), Faden-Segge, Sumpfkalla (Calla plaustris) und Schneide (Cladium mariscus).
Als Brutvögel wurden bisher u. a. Haubentaucher, Zwergrohrdommel, Stockente, Wasserralle und Teichrohrsänger nachgewiesen.
Im Darnsee gibt es Hecht, Zander, Flussbarsch und diverse Weißfische wie Rotfeder, Ukelei, Schleien, Karpfen, Brachsen und den Aland. Der See wird vom Sportfischereiverein „Frühauf“ Bramsche als Angelgewässer genutzt. 2009 wurden Aal, Barsch, Brassen, Güster, Hecht, Karausche, Karpfen, Rotauge, Rotfeder und Schleie aus dem See gemeldet.

## Bildergalerie

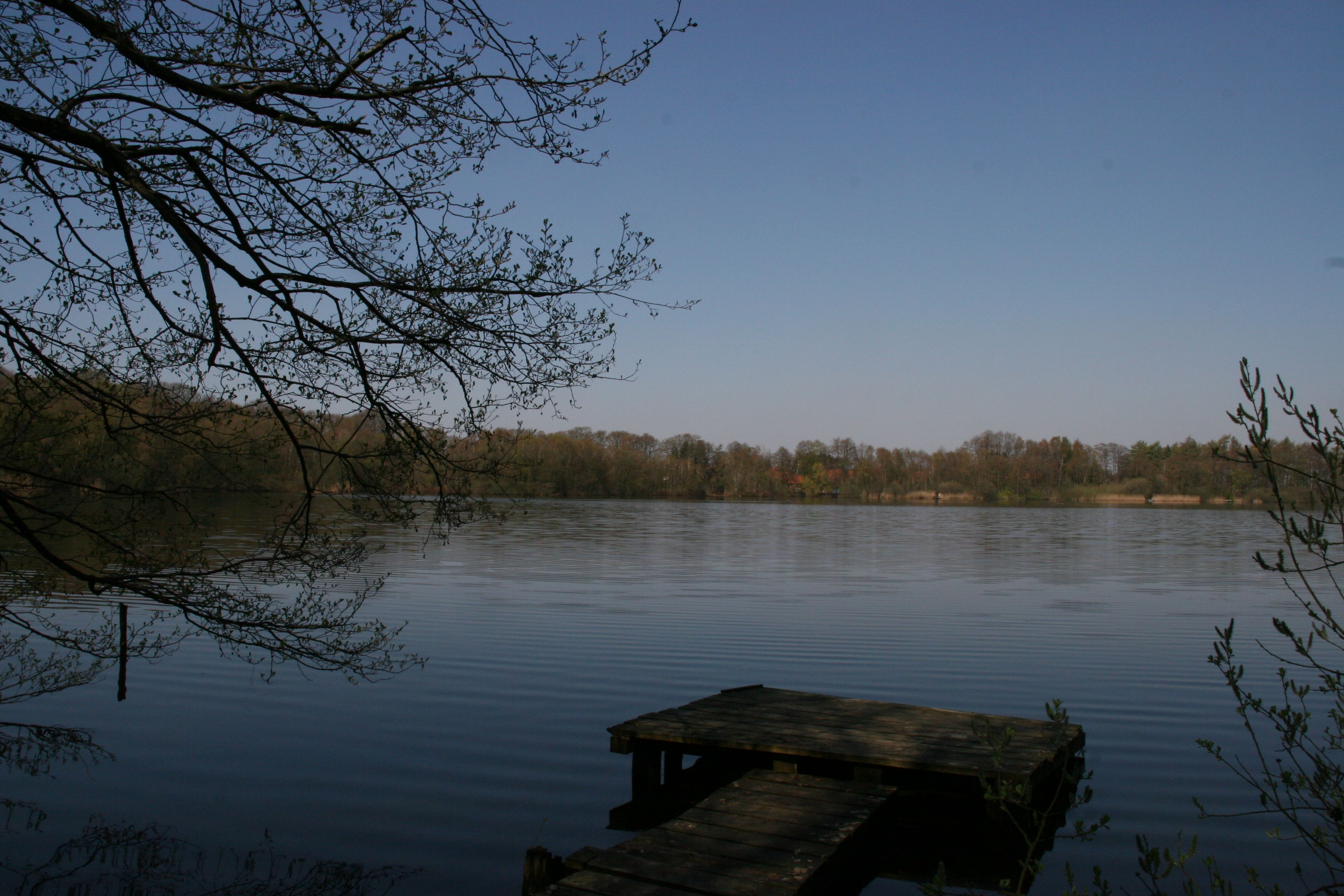
Darnsee im April
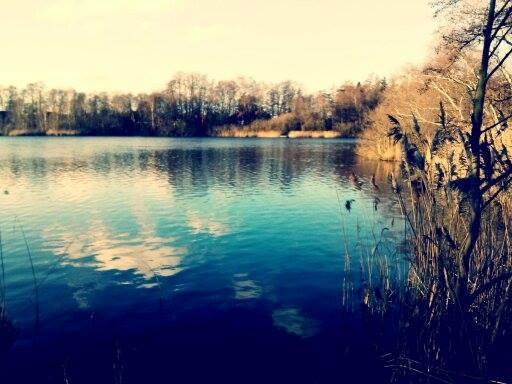
Darnsee im Winter